# 馬里蘭城 (馬里蘭州)
馬里蘭城（英語：Maryland City）是位於美國馬里蘭州安妮阿倫德爾縣的一個普查規定居民點。

## 人口
根據2020年美國人口普查的數據，馬里蘭城的面積為19.98平方千米，當中陸地面積為19.98平方千米，而水域面積為0.00平方千米。當地共有人口19153人，而人口密度為每平方千米958.61人。